# Байрамов, Ярлы
Ярлы Байрамов (туркм. Ýarly Baýramow; 20 декабря 1942, Ашхабад — 22 июля 2013, Ашхабад) — туркменский художник. Заслуженный художник Туркменистана (1989); Народный художник Туркменистана (1994).
Лауреат премии имени Бяшима Нурали (1992). Член СХ СССР (1973), член Международной ассоциации художников при ЮНЕСКО (1991). Автор флага и вымпела Гуманитарной ассоциации туркмен мира (1993).

## Биография
Вырос в детдоме.
Окончил Ашхабадское художественное училище. В 1968 году окончил ВГИК в Москве. Мастерская Юрия Пименова.
Ездил в Сенеж, где много и плодотворно работал. На рубеже конца XX — начала XXI веков был одним из наиболее авторитетных художников Туркменистана. Много работал в жанре канонического портрета. Создал свой стиль в пейзаже в серии красноводских домиков.
Жил и работал в Ашхабаде. Член Союза советских художников (1973), Союза художников Туркменистана, Ассоциации художников при ЮНЕСКО.

## Семья
Первая жена — Байрамова Дуньягозель (1970—1982), вторая жена — известный туркменский керамист, Народный художник Туркменистана Марал Бахшиевна Атаева.
Есть дети от первого брака: Джахан и Мердан Байрамовы.

## Творческая биография
1956—1960 гг. — художественное училище им. Ш. Руставели. Ашхабад.
1962—1968 гг. — ВГИК, Мастерская Юрия Пименова.
С 1962 г. — участник всесоюзных, республиканских, международных выставок.
1977—1981 гг. — председатель художественного совета, член правления, председатель живописной секции СХ Туркменистана.
1990 г. — включён во «Всемирный словарь художников», издаваемый издательством Зееман (Лейпциг, Германия).
1996 г. — награждён медалью «За любовь к Отечеству».

## Награды и премии
1967 г. — первая премия за графическую серию на республиканском конкурсе «Мир детям».
1970 г. — третья премия на международной книжной выставке за плакат «Мир народам».
1973 г. — диплом 2 степени на всесоюзном конкурсе республик Средней Азии и Казахстана за оформление книги К. Курбаннепесова «Певица», диплома второй степени за плакат «Кемине-200 лет», грамотой за оформление книги «Несими».
1976 г. — первая премия за создание канонического портрета Сеиди на республиканском конкурсе.
1977 г. — вторая премия за картину «В перерыве» на республиканском конкурсе.
1984 г. — третья премия за картину «Современная Туркмения» на республиканском конкурсе.
1992 г. — лауреат премии имени Б. Нурали за картину «Гёроглы».

## Творчество
Один из ведущих художников Туркменистана последней трети XX — начала 2000 г. Художник работал в жанрах натюрморта, пейзажа, особенно любил мотивы красноводских домиков. В натюрморте любимыми мотивами стали амариллисы, каллы. Создал авторский стиль «предметной абстракции». Сам художник говорил, что для него «предметная абстракция» это:

Стремление усовершенствовать современное искусство в восточном варианте (самоутверждение формы и качества живописи).

Получил международное признание как график и иллюстратор в начале 70-х годов. Основным творческим методом мастера является локальный яркий цвет, разделение композиции на плоскости. О пристрастии художника к истории Туркменистана пишет искусствовед и художник Ирен Кистович-Гиртбан:

Интересно воссоздать логическую цепь превращений реальности в художественно осмысленный образ. Раскрыть «кухню» художника поможет его графика, особенно так называемые «почеркушки». Вместе с художником мы совершим увлекательное путешествие в прошлое. Ярлы влюблён в Туркменистан. Его интересует история и день сегодняшний: древние руины, новые улицы, домики заброшенного в песках аула. Художник часто приезжал в Мурче, что около Бахардена. Там стоит небольшой мавзолей Зенги-баба, а поодаль живописно разбросаны заброшенные домики.

Одними из известных работ художника являются:
- «Портрет Иззата Клычева». 1973. Место создания — Сенеж, Музей изобразительных искусств Туркмении;
- «Горкут-Ата» (героический персонаж туркменского национального эпоса);
- «Творец» (человек, играющий на гиджаке — двухструнном скрипичном инструменте);
- «Домики на сваях»;
- «Встреча»;
- «Противостояние».

Одна из последних работ художника — картина «Похищение Европы».

## Персональные выставки
1994 г. — Буэнос-Айрес, Аргентина.
1997 г. — Анкара, Турция.
1997 г. — Мешхед, Иран.
2001 г. — ЦДХ, Москва.
2002 г. — ЦДХ, Москва.
2003 г. — Лондон, Великобритания.
2003 г. — совместно с Марал Атаевой. Выставочный зал Союза художников Туркменистана, Ашхабад.